# Bostrichoidea
Bostrichoidea je nadčeleď brouků.
Obsahuje následující čeledi:
- Anobiidae (Stephens, 1830) – červotočovití
- Bostrichidae (Latreille, 1802) – korovníkovití
- Dermestidae (Latreiile, 1804) – kožojedovití
- Endecatomidae (LeConte, 1861)
- Jacobsoniidae (Heller, 1926)
- Lyctidae (Billberg, 1820)
- Nosodendridae (Ericson, 1846)
- Ptinidae (Latreille, 1802) – vrtavcovití